# Cupa Națiunilor Europene 1964
Cupa Națiunilor Europene 1964 a fost a doua ediție a Campionatului European de Fotbal. S-a desfășurat între 17 și 21 iunie 1964 în Spania. A fost câștigat de gazde care au învins fosta campioană Uniunea Sovietică cu 2-1.

## Stadioane
| \| Madrid Barcelona Stadioane \| |
| Madrid                           |
| Santiago Bernabéu                |
| Capacitate: 80.000               |
|                                  |
| Barcelona                        |
| Camp Nou                         |
| Capacitate: 100.000              |
|                                  |
| Madrid Barcelona Stadioane       |

## Participanți
| Țara              | Calificată ca                       | Data calificării  | Alte prezențe1 |
| ----------------- | ----------------------------------- | ----------------- | -------------- |
| Danemarca         | Câștigătoarea sferturilor de finală | 18 decembrie 1963 | 0 (debut)      |
| Ungaria           | Câștigătoarea sferturilor de finală | 23 mai 1964       | 0 (debut)      |
| Spania (gazdă)    | Câștigătoarea sferturilor de finală | 8 aprilie 1964    | 0 (debut)      |
| Uniunea Sovietică | Câștigătoarea sferturilor de finală | 27 mai 1964       | 1 (1960)       |

1 Aldin indică campioana pentru acel an

## Arbitri
| Țara    | Arbitru           | Meciuri arbitrate                           |
| ------- | ----------------- | ------------------------------------------- |
| Belgia  | Arthur Blavier    | Semifinala: Spania 2–1 Ungaria              |
| Anglia  | Arthur Holland    | Finala: Spania 2–1 Uniunea Sovietică        |
| Italia  | Concetto Lo Bello | Semifinala: Danemarca 0–3 Uniunea Sovietică |
| Elveția | Daniel Mellet     | Finala mică Ungaria 3–1 Danemarca           |

## Turneul final

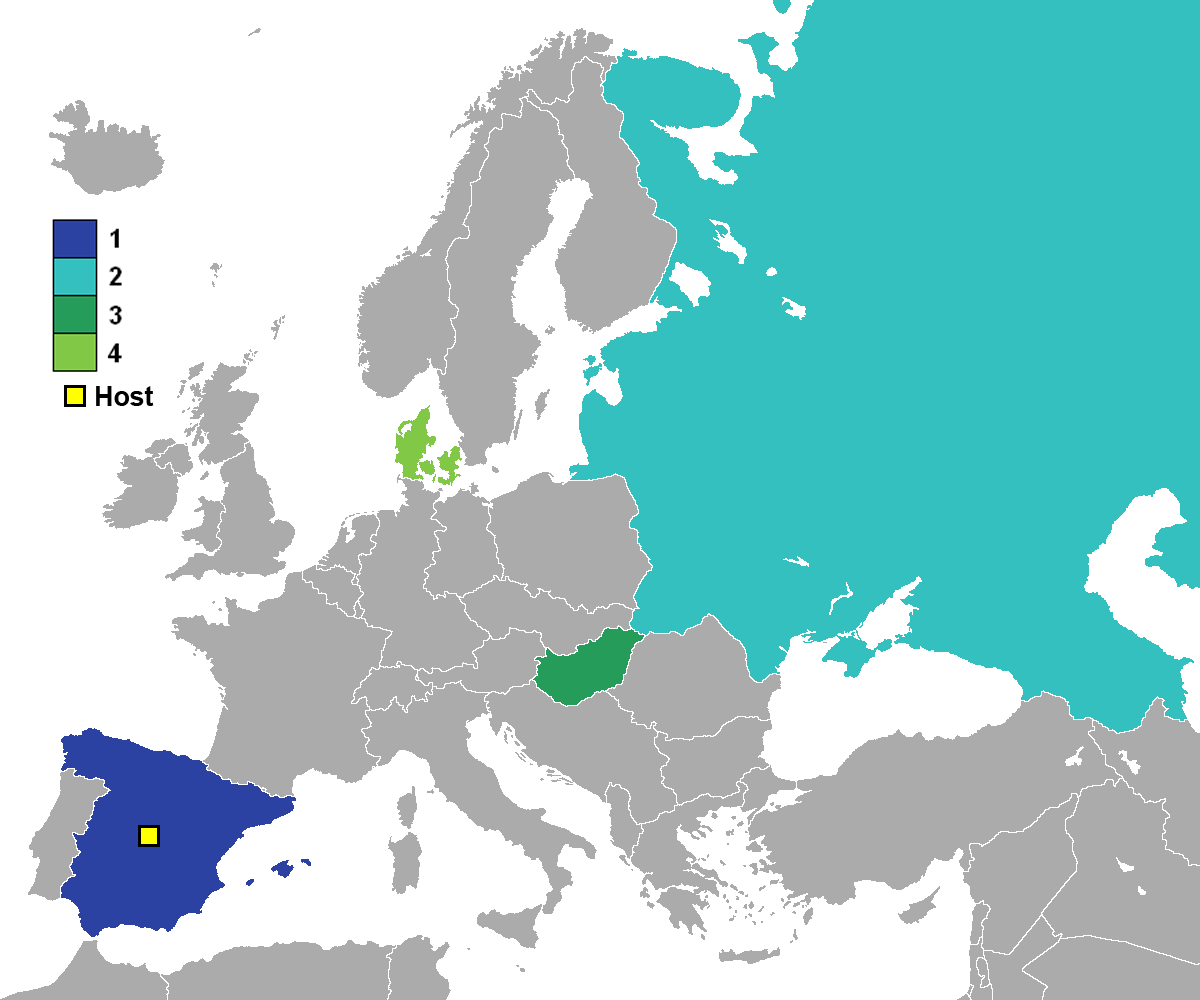
Finalistele Cupei Națiunilor Europene 1964

|  | Semifinale           | Semifinale           |   |                      | Finala               | Finala |  |
|  |                      |                      |   |                      |                      |        |  |
|  | 17 iunie – Madrid    |                      |   |                      |                      |        |  |
|  | Ungaria              | 1                    |   |                      |                      |        |  |
|  | Spania (prel.)       | 2                    |   |                      |                      |        |  |
|  |                      |                      |   |                      |                      |        |  |
|  |                      |                      |   |                      | 21 iunie – Madrid    |        |  |
|  |                      |                      |   |                      | Spania               | 2      |  |
|  |                      | Uniunea Sovietică    | 1 |                      |                      |        |  |
|  |                      |                      |   |                      |                      |        |  |
|  |                      |                      |   |                      |                      |        |  |
|  |                      |                      |   |                      | Finala mică          |        |  |
|  | 17 iunie – Barcelona | 17 iunie – Barcelona |   | 20 iunie – Barcelona | 20 iunie – Barcelona |        |  |
|  | Danemarca            | 0                    |   | Ungaria (prel.)      | 3                    |        |  |
|  | Uniunea Sovietică    | 3                    |   |                      | Danemarca            | 1      |  |

### Semifinale
| Spania                  | 2–1 (d.p.) | Ungaria  |
| ----------------------- | ---------- | -------- |
| Pereda 35' Amancio 115' | Raport     | Bene 84' |

| Danemarca | 0–3    | Uniunea Sovietică                     |
| --------- | ------ | ------------------------------------- |
|           | Raport | Voronin 19' Ponedelnik 40' Ivanov 87' |

### Finala mică
| Ungaria                          | 3–1 (d.p.) | Danemarca     |
| -------------------------------- | ---------- | ------------- |
| Bene 11' Novák 107' (pen.), 110' | Raport     | Bertelsen 82' |

### Finala
| Spania                  | 2–1    | Uniunea Sovietică |
| ----------------------- | ------ | ----------------- |
| Pereda 6' Marcelino 84' | Raport | Khusainov 8'      |

## Statistici

### Marcatori
2 goluri
- Ferenc Bene
- Dezső Novák
- Jesús María Pereda

1 gol
- Carl Bertelsen
- Amancio
- Marcelino
- Galimzyan Khusainov
- Valery Voronin
- Viktor Ponedelnik
- Valentin Ivanov

### Premii
Echipa UEFA a Turneului
| Portar    | Fundași           | Mijlocași       | Atacanți           |
| Lev Iașin | Feliciano Rivilla | Amancio Amaro   | Ferenc Bene        |
|           | Dezső Novák       | Valentin Ivanov | Jesús María Pereda |
|           | Ignacio Zoco      | Luis Suárez     | Flórián Albert     |
|           | Fernando Olivella |                 |                    |

Gheata de Aur
- Ferenc Bene
- Dezső Novák
- Jesús María Pereda
(2 goluri)

## Legături externe
- 1964 European Nations' Cup at Union of European Football Associations